# Becca Hamilton
Rebecca „Becca“ Hamilton (* 12. Juli 1990 in Madison, Wisconsin) ist eine US-amerikanische Curlerin. Derzeit spielt sie als Lead im Team von Nina Roth.
Hamilton startete ihre internationale Karriere bei der Juniorenweltmeisterschaft 2008, nachdem sie als Third im Team von Nina Roth (damals noch Nina Spatola) die nationale Juniorenmeisterschaft gewonnen hatte. Das Team belegte bei der Weltmeisterschaft den achten Platz. Ihre zweite Juniorenweltmeisterschaft spielte sie 2011 als Skip des US-amerikanischen Teams; die Mannschaft wurde Fünfter. Zuvor hatte sie erneut die nationale Juniorenmeisterschaft gewonnen. 2009 und 2010 gewann sie bei diesem Wettbewerb jeweils Silber und 2012 Bronze.
Bei ihrer ersten Weltmeisterschaft 2015 war sie Ersatzspielerin im Team von Aileen Sormunen (jetzt Aileen Geving) und belegte den zehnten Platz. Bei der Weltmeisterschaft 2017 spielte sie als Lead im Team von Nina Roth und wurde Fünfte. Im gleichen Jahr spielte sie zusammen mit ihrem Bruder Matt Hamilton bei der Mixed-Doubles-Weltmeisterschaft und wurde dort Zehnte. 
Hamilton gewann im November 2017 die amerikanischen Olympic Team Trials und nahm mit ihrem Team (Skip: Nina Roth, Third: Tabitha Peterson, Second: Aileen Geving) für die USA an den Olympischen Winterspielen 2018 in Pyeongchang teil. Im Dezember 2017 gewann sie außerdem zusammen mit ihrem Bruder Matt Hamilton die Olympic Team Trials für den Mixed-Doubles-Wettbewerb, der 2018 zum ersten Mal olympische Disziplin war. Bei diesem Wettbewerb belegten die beiden in Pyeongchang nach zwei Siegen und fünf Niederlagen in der Round Robin den siebten Platz. Nach dem positiven Dopingbefund bei Alexander Kruschelnizki und der Disqualifikation des Teams Olympic Athletes from Russia rückten sie auf den sechsten Platz vor. Im Turnier der Frauen kam sie mit dem US-amerikanischen Team nach vier Siegen und fünf Niederlagen in der Round Robin auf dem achten Platz. 
Hamilton hat mit dem Team von Nina Roth die US-amerikanische Meisterschaft 2014 gewonnen; 2016 und 2017 gewann sie mit diesem Team jeweils die Silbermedaille. 2017 gewann sie außerdem die US-Meisterschaft im Mixed-Doubles.